# Alamosa East
|  | Dieser Artikel wurde aufgrund von inhaltlichen Mängeln auf der Qualitätssicherungsseite des Projektes USA eingetragen. Hilf mit, die Qualität dieses Artikels auf ein akzeptables Niveau zu bringen, und beteilige dich an der Diskussion! Eine nähere Beschreibung der zu behebenden Mängel fehlt. |

Alamosa East ist ein für Statistikzwecke definiertes Siedlungsgebiet (engl.: census-designated place) im Alamosa County im Süden des US-amerikanischen Bundesstaates Colorado. 
Das U.S. Census Bureau hat bei der Volkszählung 2020 eine Einwohnerzahl von 1.453 ermittelt.